# 김조원
김조원(金照源, 1957년 7월 19일 ~ )은 대한민국의 공무원이었다. 감사원 사무총장을 역임했고, 문재인 정부에서 한국항공우주산업 대표이사를 거쳐 대통령비서실 민정수석비서관을 역임했다.

## 경력
- 1978년: 제22회 행정고시 합격
- 1998년 7월: 감사원 제6국 제4과 과장
- 2000년 4월: 감사원 제7국 제1과 과장
- 2000년 12월: 감사원 제4국 제3과 과장
- 2002년 12월: 감사원 제1국 제1과 과장
- 2003년 12월 ~ 2005년 3월: 감사원 국가전략사업평가단 단장
- 2005년 3월 ~ 2006년 12월: 대통령비서실 공직기강비서관
- 2006년 12월 ~ 2008년 3월: 감사원 사무총장
- 2008년 4월 ~ 2008년 8월: 영남대학교 행정대학원 석좌교수
- 2008년 9월 ~ 2012년 8월: 제5대 진주산업대학교 총장
- 2010년 8월 ~ 2012년 8월: 제5대 경남과학기술대학교 총장
- 2015년 11월 ~ 2017년 7월: 새정치민주연합 → 더불어민주당 당무감사원 원장
- 2017년 10월 ~ 2019년 7월: 한국항공우주산업 대표이사 사장
- 2017년 11월 ~ 2019년 7월: 제15대 한국항공우주산업진흥협회 회장
- 2019년 7월 ~ 2020년 8월 : 대통령비서실 민정수석비서관

## 논란

### 강남 다주택 고가 매물
문재인 정부가 다주택자에 대해 주택 매각을 권고하자 서울 강남 아파트 두 채를 보유한 김조원 청와대 민정수석이 2020년 8월 그 중 하나인 잠실 갤러리아팰리스 47평형(전용면적 123m2)을 역대 실거래 최고 가격인 22억원에 매물로 내놓았다. 이는 역대 실거래 최고 가격보다 2억1000만원, 다른 매물보다는 최고 4억원 비싼 가격이다.
2020년 8월 6일 김조원이 아파트 매각 호가(呼價)를 시세보다 2억~4억원 비싸게 불렀다는 조선일보 보도가 나오자 22억원에 내놨던 매물을 돌연 철회하고 아내에게 책임을 돌렸다. 김조원의 강남 아파트 두 채의 가격은 문재인 정부 출범 이후에만 도곡한신은 약 8억원, 갤러리아팰리스는 약 5억원 상승하며, 12억원 넘게 올랐다. 부동산 매물을 거두어들인지 하루 만인 8월 7일 청와대 수석 비서관 5명과 함께 사의를 표명하며 강남 다주택을 지켰다.

### 헬기 추락 사고 무마 의혹
2018년 7월17일 포항에서 마린온 헬기가 시험비행 도중 추락해 해병대 제1사단 항공대 소속의 해병대원 5명이 사망하는 사고가 발생했다. 마린온은 한국항공우주산업이 개발한 한국형 기동헬기 수리온을 개량해 만든 해병대용 상륙기동헬기다. 수리온은 유럽 헬기제작기업 유로콥터의 '쿠거'와 '슈퍼푸마'를 한국형으로 재설계하는 방식으로 개발됐다. 7월18일 해병대가 공개한 폐쇄회로TV 영상을 보면 마린온이 완만하게 상승한 지 10초가 지나지 않아 메인로터블레이드(회전날개)가 부러지고 메인로터가 분리돼 추락하는 장면이 확인됐다. 해병대는 육·해·공군 인원들과 합동으로 마린온 추락사고 조사위원회를 구성한 뒤 7월19일 사고 기체 잔해에서 수거한 블랙박스를 정밀분석하기 시작했다. 하지만 유족들이 조사위원회 구성에 반발해 7월21일 민·관·군 합동 조사위원회로 재구성하겠다는 데 합의했다. 김도읍 자유한국당 의원은 7월 20일 국회에서 열린 법사위원회 전체회의에서 "마린온 원조모델인 슈퍼푸마가 2009년 스코틀랜드에서 추락하고 2016년 노르웨이에서 추락했다"며 "유가족들이 분노하는 이유는 마린온 추락이 예고된 참사이기 때문"이라고 지적했다.
2019년 김조원 한국항공우주산업 사장이 청와대 민정수석으로 거론되자 마린온 추락 사고 유가족들은 임명을 반대하며 강하게 비판했다. 유가족들은 "우리는 한국항공우주산업 주식회사 사장 김조원에 대한 청와대 민정수석 임명을 반대한다"는 제목의 성명서를 통해 "저희는 이 사고에 관련하여 마린온 헬기 제작회사인 주식회사 항공우주산업을 검찰에 고소‧고발한 바 있다"라며 "검찰이 이 사고에 관한 수사를 진행하고 있는 시점에서, 수사의 피고소인을 청와대 민정수석에 임명하겠다고 발표한 것은 참으로 유감스럽다"라고 비판했다. 문재인 대통령을 향해 "세월호 사고에서 희생자들의 유가족과 끝까지 함께하신, 사람을 위한 정치를 저희에게도 보여주길 눈물로 청한다"고 호소하며 눈물을 쏟았다. 유가족들은 "김 사장이 청와대 민정수석으로 임명될 경우 아직 사건을 수사 중인 검찰에 부도덕하고 정당치 않은 영향을 미칠 수도 있다는 우려를 하지 않을 수 없다"라며 "이 일이 청와대가 해병대 마린온 헬기 추락사고를 제대로 조사할 의도가 없다는 것을 명확히 보여주고 있다고 생각한다"고 비판했다. 하지만 문재인 대통령은 사고 유가족의 호소를 묵살하고 친분이 있던 김조원 민정수석 임명을 강행했다. 
2020년 사고 2주기를 앞두고 유가족들은 한국항공우주산업 사장이었던 김조원이 청와대 민정수석으로 임명되면서 진상규명이 제대로 진행되지 않는 것으로 의심된다며 철저한 진상규명을 촉구했다. 유가족들은 김조원에게 "과오를 인정하고 검찰 수사에 적극 임하라"고 촉구했다. 유가족들은 "검찰은 2년 동안 조사 진행 상황에 대해 한 차례도 설명한 적이 없다"며, 오히려 검찰이 김조원 민정수석 임명에 반대하는 유가족에게 전화를 걸어 사건을 무마하려 협박했다고 주장했다.

### 한국항공우주산업의 미국 로비 의혹
한국항공우주산업이 도널드 트럼프 미국 대통령의 개인 변호사 마이클 코언이 만든 유령회사에 2017년 11월 15만 달러를 송금한 사실이 2018년 5월 드러났다. 한국항공우주산업이 미국 고등훈련기 교체사업을 앞두고 로비용 자금 명목으로 돈을 송금했을 가능성이 제기됐다.